# Gynoeryx maeander
Gynoeryx maeander är en fjärilsart som beskrevs av Guénée 1865. Gynoeryx maeander ingår i släktet Gynoeryx och familjen svärmare. Inga underarter finns listade i Catalogue of Life.